# Бевер (Швейцария)
Бевер (нем. Bever) — коммуна в Швейцарии, в кантоне Граубюнден.
Входит в состав округа Малоя. Население составляет 619 человек (на 31 декабря 2006 года). Официальный код — 3781.

## Фотографии

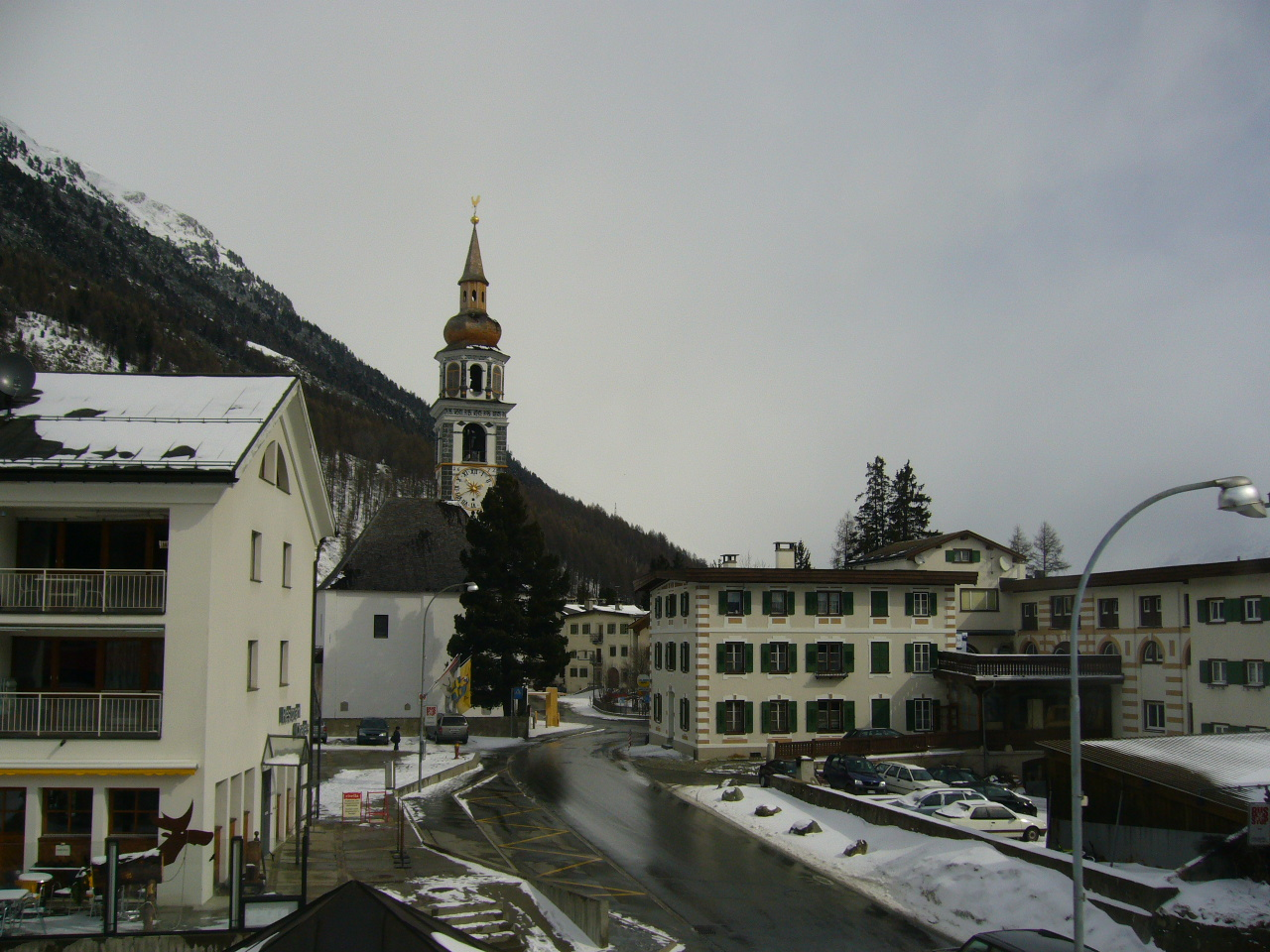
Церковь
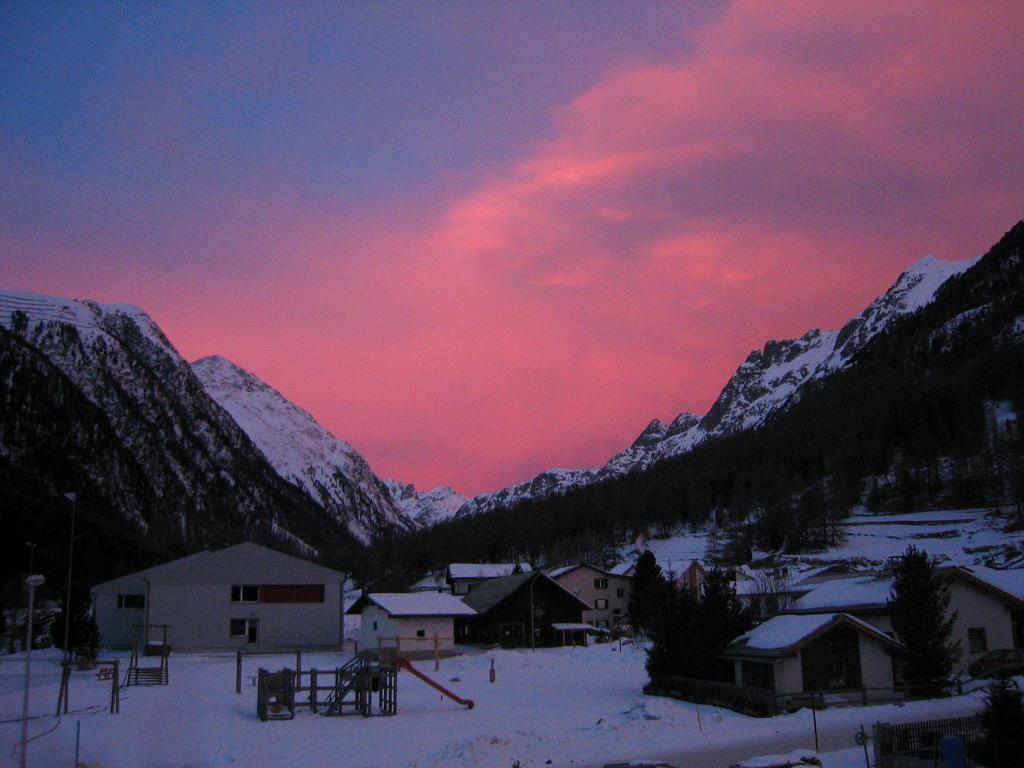
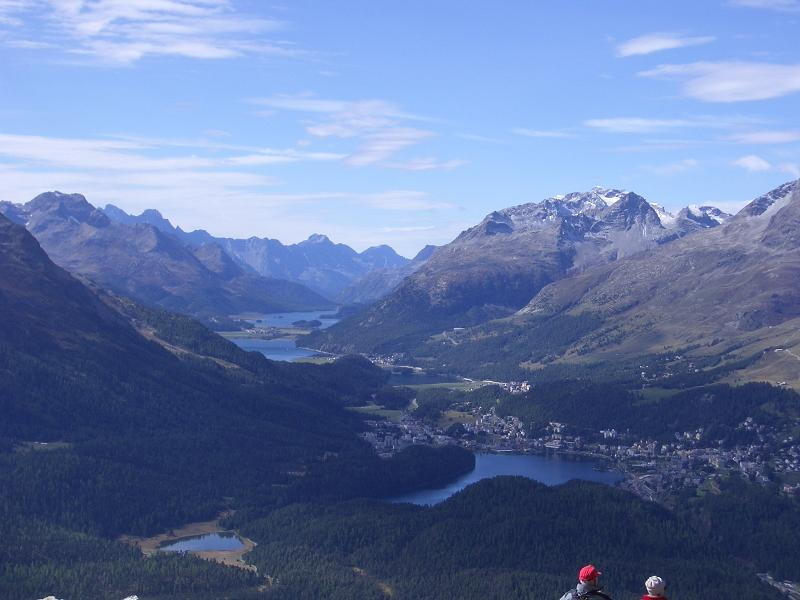

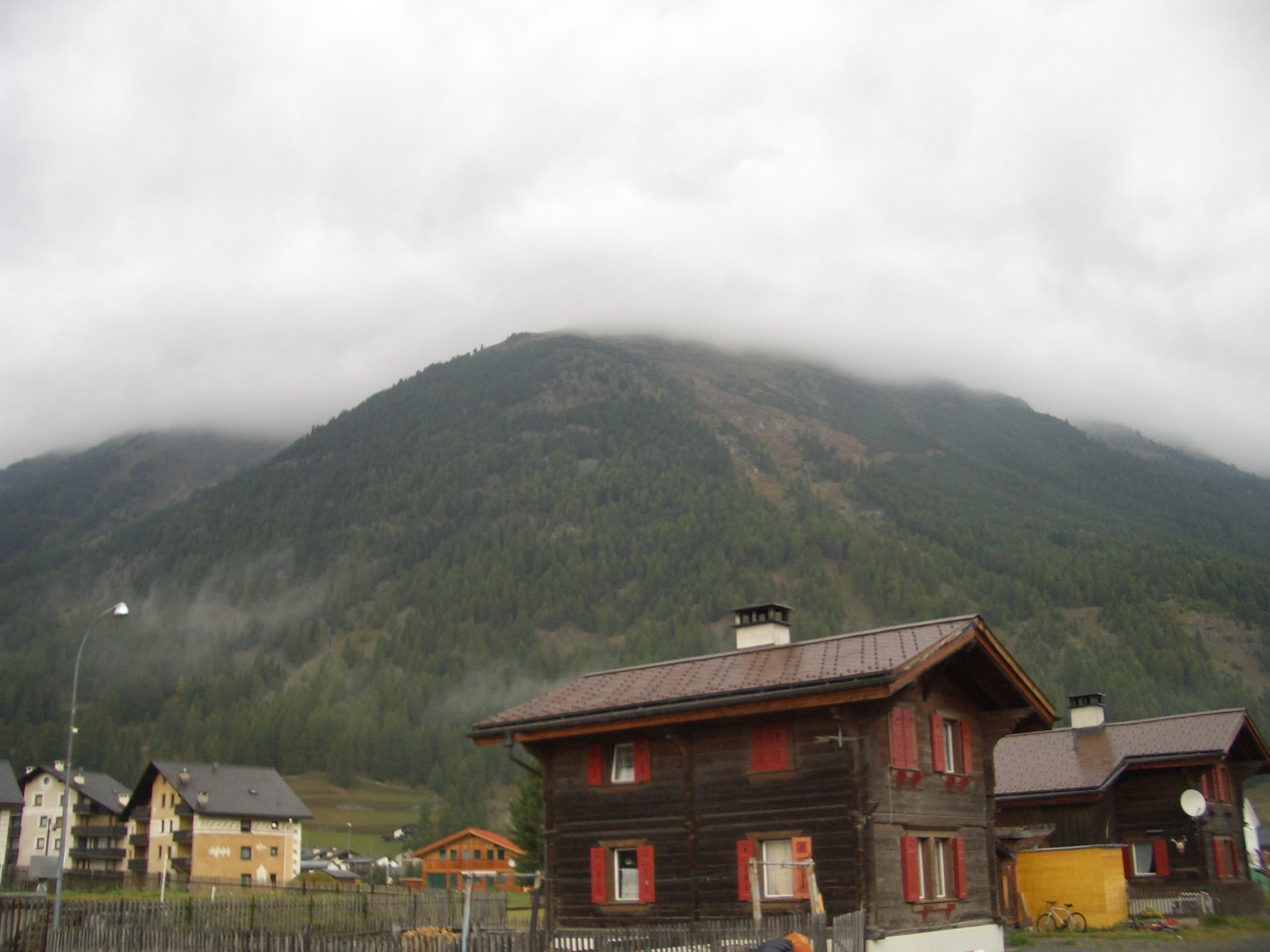
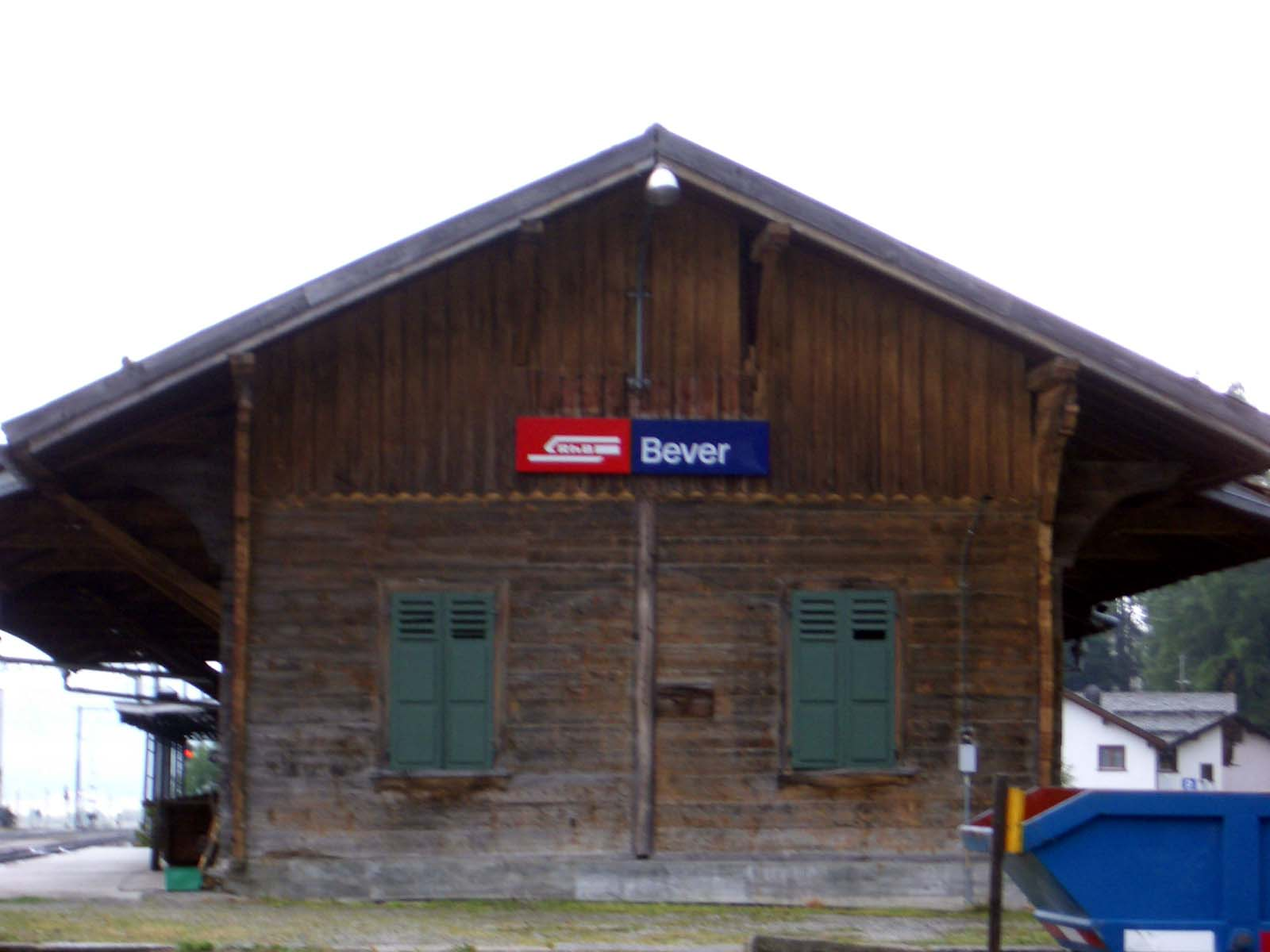
Вокзал
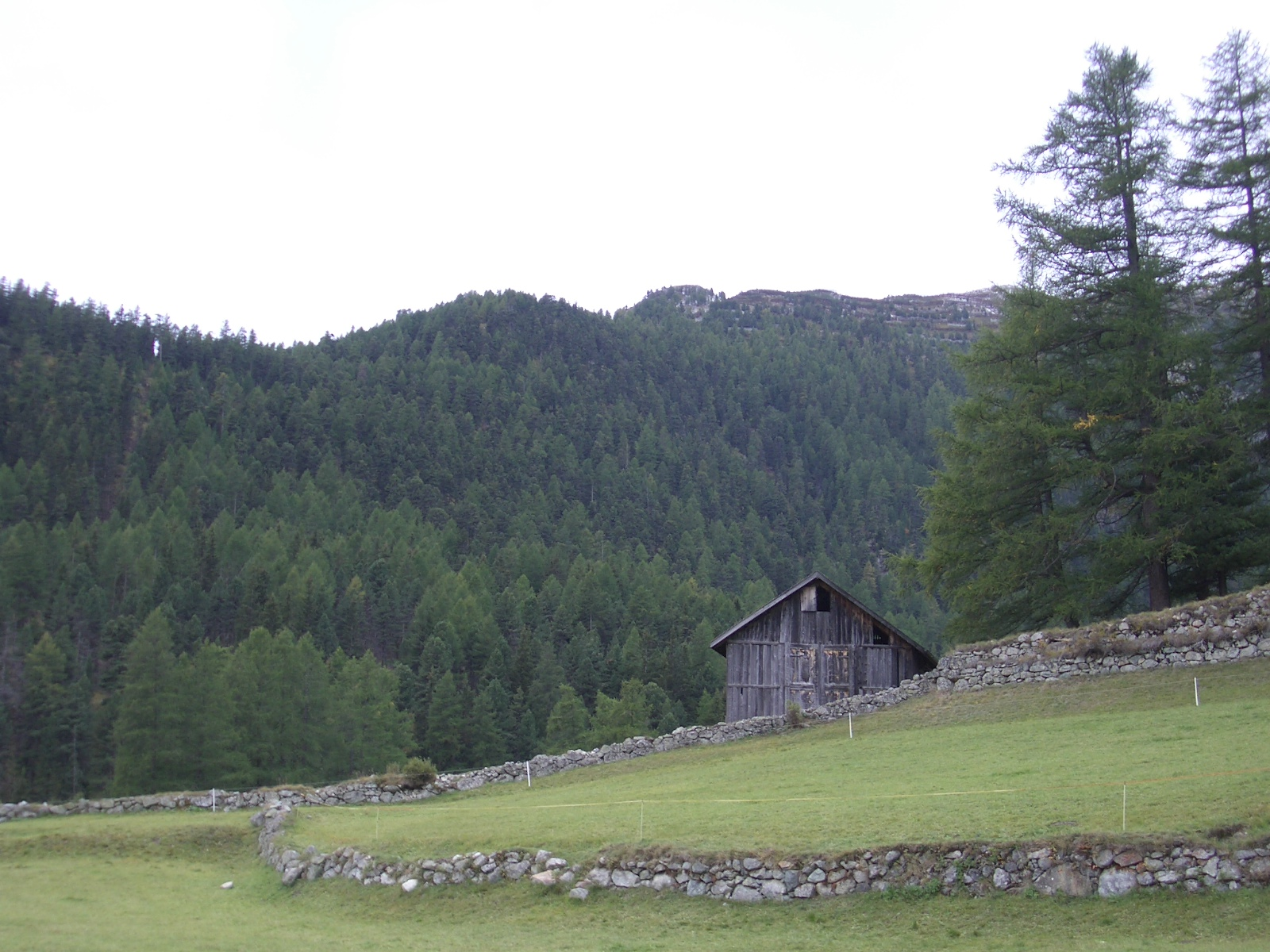